# Gizzada
La gizzada es un pastelito relleno de coco típico de la gastronomía caribeña, concretamente de Jamaica. Consiste en una base pequeña y crujiente de masa rellena de coco dulce condimentado con nuez moscada, vainilla, canela o jengibre, según la receta, a veces incluso ron.
En patois jamaicano, la gizzada también es conocida como pinch mi roun' (del inglés, pinch-me-round), frase que en sentido figurado se usa como expresión de asombro o sorpresa, pero que en este caso hace referencia a que literalmente la masa se pellizca por los bordes antes de ser horneada, para que el relleno no se salga.  

## Origen
Se cree que la palabra gizzada proviene del idioma español ‘guisada’. Otra teoría la atribuye a la queijada, pastelito típico de Portugal, pues se cree que fue una aportación culinaria de los judíos portugueses asentados la isla, que huyeron a Jamaica por la Expulsión de 1497, decretada por el Rey Manuel I, y sobre todo tras la instauración de la Inquisición portuguesa en 1536. Los judíos sefardíes jugaron un papel importante en la economía de Jamaica, especialmente en la exportación de azúcar, ron y otros productos.